# 박세정
박세정(1990년 1월 20일 ~)은 대한민국의 전직 스타크래프트 프로게이머로 프로토스 유저이다. 길드는 Op ClanWHITE-이며 아이디는 7000won[WHITE] 진에어 그린윙스 소속이였다.

## 개요
2006년 하반기 드래프트에서 팬택EX(현 위메이드 폭스)의 1차 지명으로 입단하였다.
신한은행 프로리그 2007 전기리그와 후기리그에서 안기효와 더불어 위메이드 폭스의 프로토스 개인전 카드로 활동하였으며, 신한은행 프로리그 2008에서는 개인전 다승 공동 2위에 올랐다. 인크루트 스타리그 2008 36강에 진출하며 개인리그에도 이름을 올렸다. 인크루트 스타리그 36강에선 박재혁(SK 텔레콤 T1)을 2:1로 꺾으며 2라운드에 올랐으나, 염보성(MBC게임 히어로)에게 1:2로 패하며 탈락하였다. 박카스 스타리그 2009 36강에서는 문성진에게 2:0으로 패하며 탈락했으며, 아발론 MSL에서는 16강까지 진출했으나 김명운에게 2:0로 패한다. 이후 심기일전하여 도전한 EVER 스타리그 2009에서 8강까지 진출하는 기염을 토해내며 다시 팬들에게 주목받게 된 계기를 만들어냈으며, 대한항공 스타리그 2010 Season 1에선 재재경기 끝에 김윤환과 정명훈을 꺾고 8강에 올랐으며, 이후 지난 리그 준우승자였던 진영화를 상대로 2:0 스코어로 생애 첫 4강에 진출하게 되었으나 이영호에게 3:0 셧아웃당하게 된다. 이후 개최된 대한항공 스타리그 2010 Season 2 16강에서는 신동원, 염보성, 이제동에게 내리 지며 3패로 탈락했으며, 박카스 스타리그 2010 36강에서는 토스전 1승 9패를 기록하고있던 김현우에게 2:0 셧아웃당하며 예선전으로 떨어지게 됐다.
대역전 경기로는 對김창희전에서 거의 질 뻔한 경기를 다크템플러에 의한 마인 역대박(마인 대박의 반대말)으로 이긴 경기가 있었다. 이 경기는 누리꾼들로부터 희대의 명경기 중 하나로 손꼽힌다. 반대로 프로리그 對정명훈전에서는 '본진에 들어가기만 하면 끝나는' 상황에서 공격을 주저하다가 오히려 정명훈의 화려한 벌처견제에 휘둘리며 어처구니없는 역전패를 당한다던지, 대한항공 스타리그 2010 36강 2차전 1set 이동준을 상대로 미네랄 7000을 남기며 억지로 승리를 거둔 무력한 경기력을 보여주는 등의 기복이 심한 플레이를 종종 보여주는 경향도 있다.
신한은행 프로리그 09-10 6강 플레이오프 3경기 에이스결정전(vs 이재호)에서 상대의 타이밍러쉬를 막고 그 이후 군더더기없는 완벽한 플레이로 팀을 준플레이오프 진출로 이끌었으나, 준플레이오프 SK텔레콤 T1과의 경기에서 세 경기를 치렀지만 모두 패하여 팀의 탈락에 빌미를 제공하였다.
2011년 11월 1일, 훈련소에 입소하였으며 2013년 8월 군 제대 후 진에어 그린윙스에 합류하며 스타크래프트 II 프로게이머로 복귀했다.
그러나 스타크래프트 II에 적응하지 못했고 결국 입단 후 3개월만인 2013년 11월 재은퇴하고 e스포츠계를 영구히 떠났으며, 현재는 e스포츠와는 전혀 관련 없는 삶을 살고 있다.

## 주요 선수들과의 관계

#### 윤용태와의 관계
유독 동족전에 약한 모습을 보이는 윤용태는 박세정에게 많이 패배했다. 공식전만 보면 2:3으로 열세지만, 비공식전까지 따지면 6:4로 박세정이 약간 앞서있다.
- 2011-03-13 신한은행 프로리그 10~11 4R 웅진 vs 위메이드 5세트 윤용태 승 박세정 패
- 2010-08-07 WCG국가대표 선발전 24강 박세정 승 윤용태 패
- 2010-08-07 WCG국가대표 선발전 24강 윤용태 승 박세정 패
- 2010-08-07 WCG국가대표 선발전 24강 박세정 승 윤용태 패
- 2010-07-04 신한은행 프로리그 09~10 5R 웅진 vs 위메이드 2세트 윤용태 승 박세정 패
- 2010-04-06 2010 MSL 시즌1 32강 G조 5경기 윤용태 승 박세정 패
- 2009-05-01 박카스 스타리그 2009 V조 결승 2경기 박세정 승 윤용태 패
- 2009-05-01 박카스 스타리그 2009 V조 결승 1경기 박세정 승 윤용태 패
- 2008-10-05 신한은행 프로리그 08~09 1R 위메이드 vs 웅진 1세트 박세정 승 윤용태 패
- 2008-06-29 신한은행 프로리그 2008 위메이드 vs 한빛 4세트 박세정 승 윤용태 승

#### 송병구와의 관계
박세정은 송병구에게 유독 상대 전적이 매우 앞서있다. 공식전만 보면 3:0 강세이며, 비공식전까지 포함하면 5:0으로 박세정이 많이 앞서있다.
- 2008-04-19 신한은행 프로리그 2008 1라운드 삼성전자 vs 위메이드 1세트 박세정 승 송병구 패
- 2010-01-09 신한은행 프로리그 09-10 2라운드 삼성전자 vs 위메이드 2세트 박세정 승 송병구 패
- 2010-08-12 WCG 2010 대표선발전 16강 1경기 박세정 승 송병구 패
- 2010-08-12 WCG 2010 대표선발전 16강 2경기 박세정 승 송병구 패
- 2010-11-09 신한은행 프로리그 10-11 1라운드 위메이드 vs 삼성전자 1세트 박세정 승 송병구 패

#### 박재혁과의 관계
2008년 인크루트 스타리그 2008에서 처음 만난 두 선수는 현재 상대전적이 5:3으로 박세정이 약간 앞서있다.
- 2010-07-25 신한은행 프로리그 09~10 준플레이오프 2차전 4세트 박재혁 승 박세정 패
- 2009-12-19 신한은행 프로리그 09~10 2R SKT vs 위메이드 1세트 박세정 승 박재혁 패
- 2009-11-04 EVER 2009 36강 K조 1차전 3경기 박세정 승 박재혁 패
- 2009-11-04 EVER 2009 36강 K조 1차전 2경기 박재혁 승 박세정 패
- 2009-11-04 EVER 2009 36강 K조 1차전 1경기 박세정 승 박재혁 패
- 2008-08-04 인크루트 2008 36강 A조 1차전 3경기 박세정 승 박재혁 패
- 2008-08-04 인크루트 2008 36강 A조 1차전 2경기 박재혁 승 박세정 패
- 2008-08-04 인크루트 2008 36강 A조 1차전 1경기 박세정 승 박재혁 패

#### 김윤환과의 악연
지금까지 김윤환과 박세정은 공식전만 보면 7번, 비공식까지 포함해 11번이나 만났다. 2006년 10차 서바이버리그에서 김윤환에게 0:2로 셧아웃 당하며 탈락했고, 그 후 14차 서바이버 토너먼트 예선전에서도 0:2으로 셧아웃 당하며 MSL 진출이 좌절된 바 있다. 그 후 에버 스타리그 2009 8강에서 다시 조우, 역시 2:0으로 김윤환이 박세정을 셧아웃시키며 4강에 진출했다. 그 다음 시즌인 대한항공 스타리그 2010 시즌 1에서 2회에 걸친 재경기에서 김윤환을 누르고 8강에 진출하며 에버 스타리그 2009에 대한 복수에 성공했으나, 상대전적 공식전만으로는 3:4, 비공식전까지 포함해 3:8로 크게 밀리고 있다 비공식전의 상대전적을 본다면 0:4로 완패다.
- 2006-11-14 10차 서바이버리그 24조 4강 1경기 김윤환 승 박세정 패
- 2006-11-14 10차 서바이버리그 24조 4강 2경기 김윤환 승 박세정 패
- 2007-10-02 신한은행 프로리그 2007 후기리그 1라운드 STX vs 위메이드 1세트 박세정 승 김윤환 패
- 2008-02-04 14차 MSL 서바이버 토너먼트 예선 6조 결승 1경기 김윤환 승 박세정 패
- 2008-02-04 14차 MSL 서바이버 토너먼트 예선 6조 결승 2경기 김윤환 승 박세정 패
- 2009-12-18 에버 스타리그 2009 8강 B조 1경기 김윤환 승 박세정 패
- 2009-12-25 에버 스타리그 2009 8강 B조 2경기 김윤환 승 박세정 패
- 2010-03-31 대한항공 스타리그 2010 시즌1 16강 C조 1경기 박세정 승 김윤환 패
- 2010-04-06 2010 MSL 시즌1 32강 G조 승자전 김윤환 승 박세정 패
- 2010-04-18 대한항공 스타리그 2010 시즌1 16강 C조 재경기 1경기 김윤환 승 박세정 패
- 2010-04-18 대한항공 스타리그 2010 시즌1 16강 C조 재재경기 1경기 박세정 승 김윤환 패

#### 김명운과의 악연
박세정은 저그전이 약한 선수중의 하나인데 그중에 김명운도 그의 천적중의 하나다. 상대전적은 1:6으로 많이 밀려있다. 참고로 승리한 경기는 김명운의 대 프로토스전 13연승이 끊긴 경기이며, 또한 박세정이 이 경기를 이김으로써 생애 최초로 김명운을 잡았었다.
- 2009-07-05 신한은행 프로리그 08-09 5R 웅진 vs 위메이드 3세트 김명운 승 박세정 패
- 2009-07-09 아발론 MSL 2009 16강 H조 1경기 김명운 승 박세정 패
- 2009-07-14 아발론 MSL 2009 16강 H조 2경기 김명운 승 박세정 패
- 2009-11-08 신한은행 프로리그 09-10 1R 웅진 vs 위메이드 1세트 김명운 승 박세정 패
- 2009-12-09 에버 스타리그 2009 16강 B조 5경기 박세정 승 김명운 패
- 2009-12-11 에버 스타리그 2009 16강 B조 재경기 2경기 김명운 승 박세정 패
- 2010-04-21 대한항공 스타리그 2010 시즌1 16강 C조 6경기 김명운 승 박세정 패

#### 염보성과의 악연
상대전적은 2:6으로 크게 밀려있다. 토스전이 약한 편인 염보성은 박세정에게는 매우 강하다.
- 2007-07-03 신한은행 프로리그 2007 전기리그 2R MBC게임 vs 팬택 1세트 염보성 승 박세정 패
- 2008-08-04 인크루트 스타리그 2008 36강 A조 2차전 1경기 염보성 승 박세정 패
- 2008-08-04 인크루트 스타리그 2008 36강 A조 2차전 2경기 박세정 승 염보성 패
- 2008-08-04 인크루트 스타리그 2008 36강 A조 2차전 3경기 염보성 승 박세정 패
- 2010-01-12 신한은행 프로리그 09-10 2R 위메이드 vs MBC게임 2세트 염보성 승 박세정 패
- 2010-07-18 신한은행 프로리그 09-10 6강 플레이오프 2차전 박세정 승 염보성 패
- 2010-08-02 대한항공 스타리그 2010 시즌2 16강 C조 3경기 염보성 승 박세정 패
- 2010-11-15 신한은행 프로리그 10-11 1R MBC게임 vs 위메이드 7세트 염보성 승 박세정 패

#### 이영호와의 악연
최종병기 이영호와의 상대전적은 공식전만 보면 0:4로 완패, 비공식전까지 포함하면 0:6으로 완벽하게 패했다. 대한항공 스타리그 2010 시즌1에서는 4강에서 셧아웃을 당하고 다음 시즌(대한항공 스타리그 2010 시즌2)에서 광탈, 또 다음 시즌(박카스 스타리그 2010)에서는 36강에서 완전 탈락하면서 지독한 경기력 기복을 보여주었다.
- 2008-11-29 신한은행 프로리그 08-09 2라운드 위메이드 vs KTF 4세트 이영호 승 박세정 패
- 2009-04-26 TG 삼보-인텔 클래식 시즌3 64강 2라운드 1경기 이영호 승 박세정 패
- 2009-04-26 TG 삼보-인텔 클래식 시즌3 64강 2라운드 2경기 이영호 승 박세정 패
- 2010-05-07 대한항공 스타리그 2010 시즌1 4강 A조 1경기 이영호 승 박세정 패
- 2010-05-07 대한항공 스타리그 2010 시즌1 4강 A조 2경기 이영호 승 박세정 패
- 2010-05-07 대한항공 스타리그 2010 시즌1 4강 A조 3경기 이영호 승 박세정 패

#### 김경효와의 관계
김경효와의 관계는 공식전만으로는 고작 1:0이나, 비공식전까지 합치면 5:1로 강세다.
- 2008-07-30 인크루트 스타리그 2008 예선 F조 결승 1경기 박세정 승 김경효 패
- 2008-07-30 인크루트 스타리그 2008 예선 F조 결승 2경기 박세정 승 김경효 패
- 2008-12-12 바투 스타리그 08-09 예선 D조 4강 1경기 박세정 승 김경효 패
- 2008-12-12 바투 스타리그 08-09 예선 D조 4강 2경기 김경효 승 박세정 패
- 2008-12-12 바투 스타리그 08-09 예선 D조 4강 3경기 박세정 승 김경효 패
- 2009-04-15 신한은행 프로리그 08-09 4라운드 위메이드 vs STX 3세트 박세정 승 김경효 패

## 경기력 기복
진영화와 박세정의 경기력 기복은 e스포츠 내에서도 상당히 유명했던 편이었다. 그 중에서도 특히 박세정의 좋은 경기력과 극악한 경기력의 차이는 상당한데, 박세정의 좋지 못한 경기력을 보는 팬들은 박세정에게 바보짓을 한다 하여 '빠가정'이라는 별명을 붙여줬다. 하지만 박세정이 좋은 경기를 보여줄 때도 많은데, 대표적으로 EVER 스타리그 2009 16강 김명운과의 경기는 당시 박세정의 저그전은 최근 10경기 4승6패를 기록하고 있었고 김명운에게는 4전 전패로 불리한 상황이였다. 반면 김명운의 프로토스전은 13연승을 기록하고 있던 상황. 모두가 김명운의 무난한 승리를 예상했으나 박세정은 박정석,임성춘을 연상케 하는 이른바 프로토스의 '한방병력'으로 김명운의 러커 조이기를 뚫고 승리를 거둔적이 있었다. 또한 신한은행 프로리그 09-10 6강 플레이오프 3차전 에이스 결정전, 그 당시 좋은 경기력을 보여주며 팀의 에이스로 자리매김한 전태양의 출전을 예상하는 가운데 깜짝 출전하며 MBC게임 히어로의 이재호)를 상대로 완벽한 경기력을 보여주며 팀을 준플레이오프로 이끄는데 공헌한 바 있다. 공교롭게 이러한 경기력을 보여주는 경기가 많이 나오자 스갤러들은 좋은 경기를 보여준 박세정을 '빠가신'이라는 별명으로 부르기 시작했다.

## 주요 기록
- 2006년 제20회 커리지 매치 입상
- 2008년 인크루트 스타리그 2008 36강
- 2009년 박카스 스타리그 2009 36강
- 2009년 아발론 MSL 2009 16강
- 2009년 EVER 스타리그 2009 8강
- 2010년 대한항공 스타리그 2010 Season 1 4강
- 2010년 하나대투증권 MSL 2010 32강
- 2010년 대한항공 스타리그 2010 시즌2 16강
- 2010년 박카스 스타리그 2010 36강
- 2014년 픽스 9차 소닉 스타리그 32강
- 2014년 스베누 10차 소닉 스타리그 16강
- 2015년 스베누 스타리그 시즌 2 듀얼 토너먼트 24강
- 2015년 VANT 36.5 대국민 스타리그 32강